# ك. ك. محمد
ك. ك. محمد (بالهندية: के के मुहम्मद؛ بالإنجليزية: KK Muhammed) هو عالم آثار هندي، ولد في 1 يوليو 1952 في كاليكوت في الهند.